# Посвірж еквадорський
Посві́рж еквадорський (Sicalis taczanowskii) — вид горобцеподібних птахів родини саякових (Thraupidae) Мешкає в Еквадорі і Перу. Вид названий на честь польського зоолога Владислава Тачановського (1819—1890).

## Опис

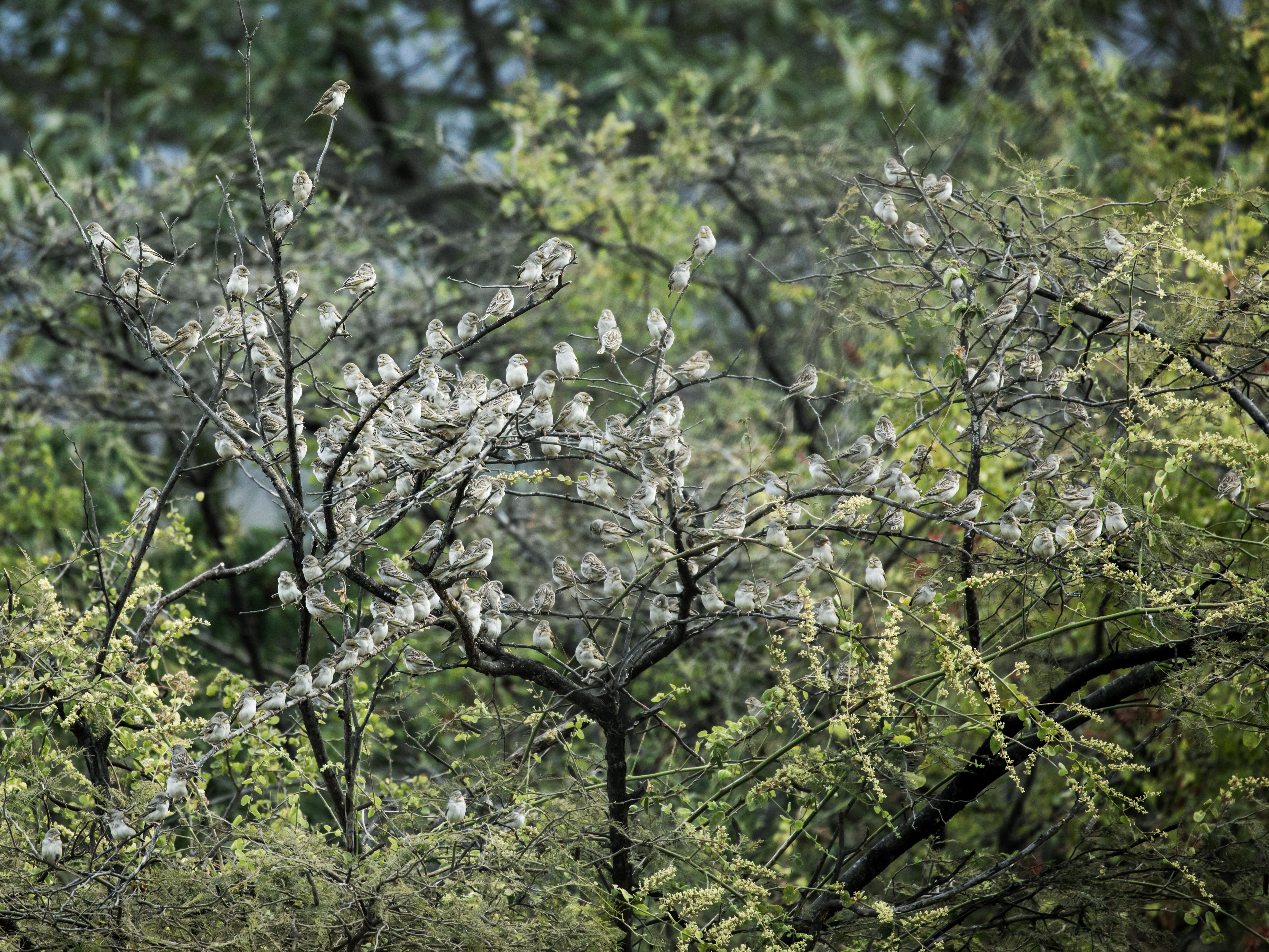
Зграя еквадорських посвіржів (Ламбаєке, Перу)

Довжина птаха становить 12 см. Верхня частина тіла сірувато-коричнева, нижня частина тіла білувата. Обличчя і горло жовтуваті. Виду не притаманний статевий диморфізм.

## Поширення і екологія
Еквадорські посвіржі мешкають на південному заході Еквадору та на північному заході Перу. Вони живуть в прибережних пустелях і напівпустелях, порослих сухими чагарниковими заростями та серед скель. Зустрічаються на висоті до 400 м над рівнем моря. 